# Lac de Grangent
Pour les articles homonymes, voir Grangent.
Le lac de Grangent est une retenue d'eau artificielle située sur la Loire, formée par le barrage de Grangent, dans le département de la Loire. Il se trouve à proximité du port de plaisance de Saint-Victor-sur-Loire et s'étend sur 21 km, allant d'Aurec-sur-Loire (Haute-Loire) en amont au barrage en aval.

## Géographie

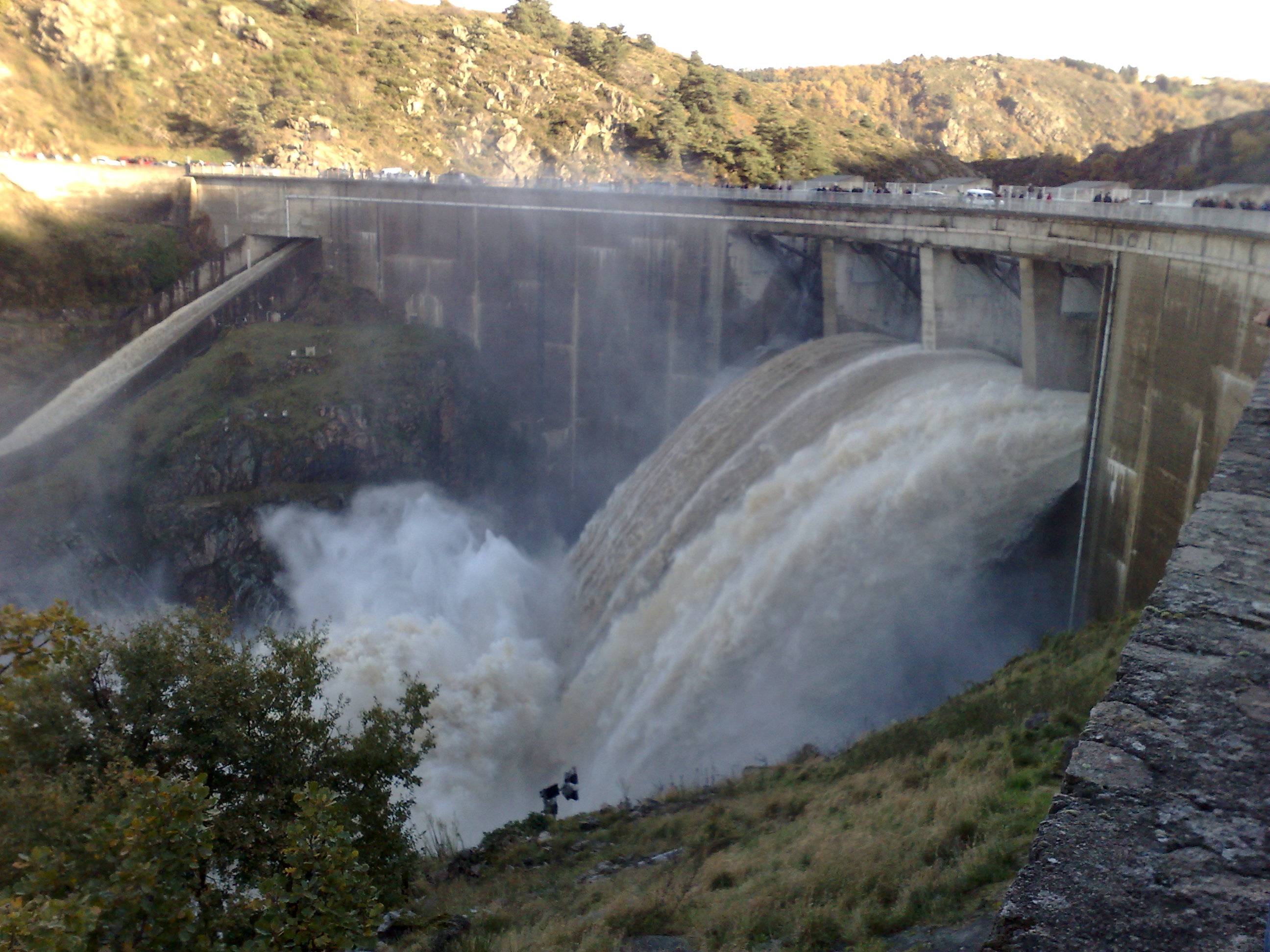
Déversoir de crue au barrage de Grangent.

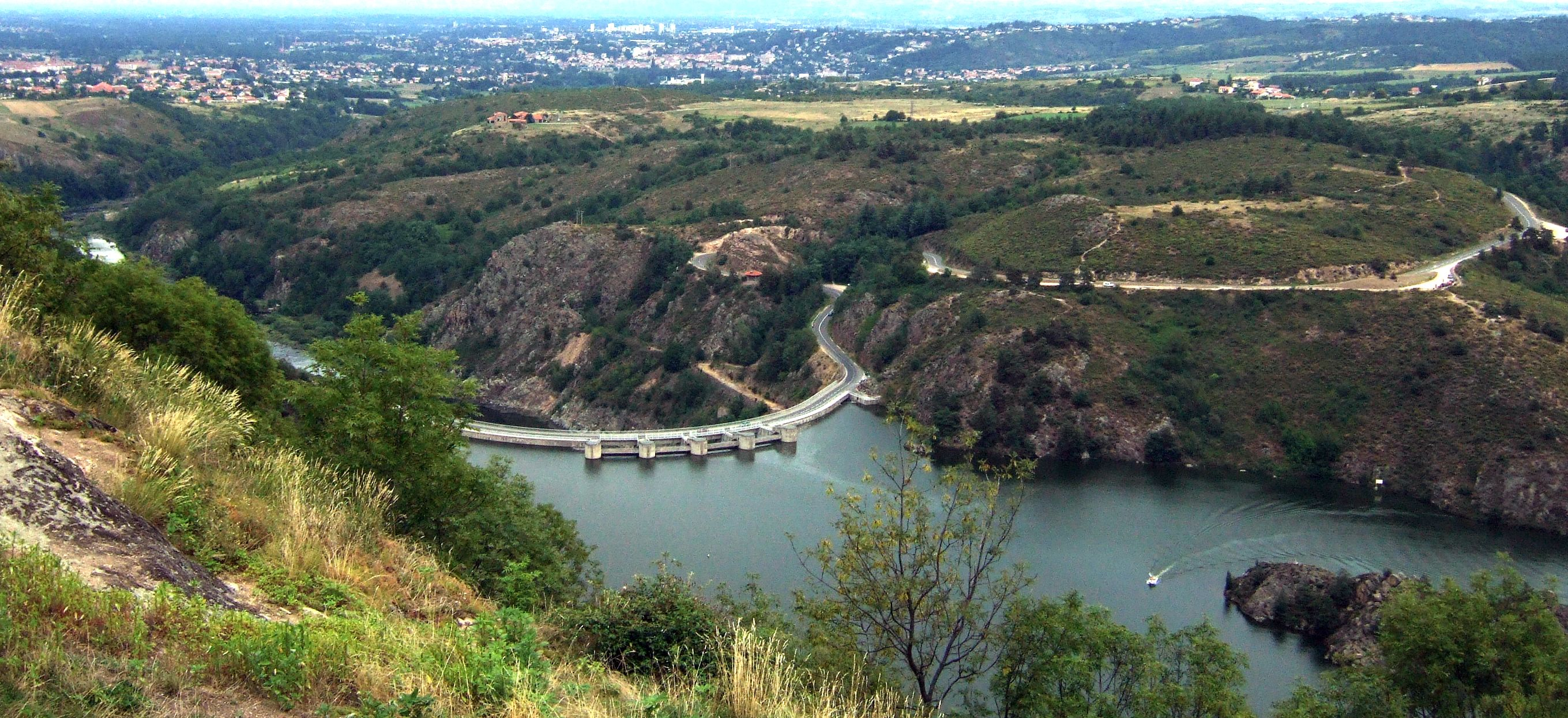
Vue aérienne du barrage de Grangent.

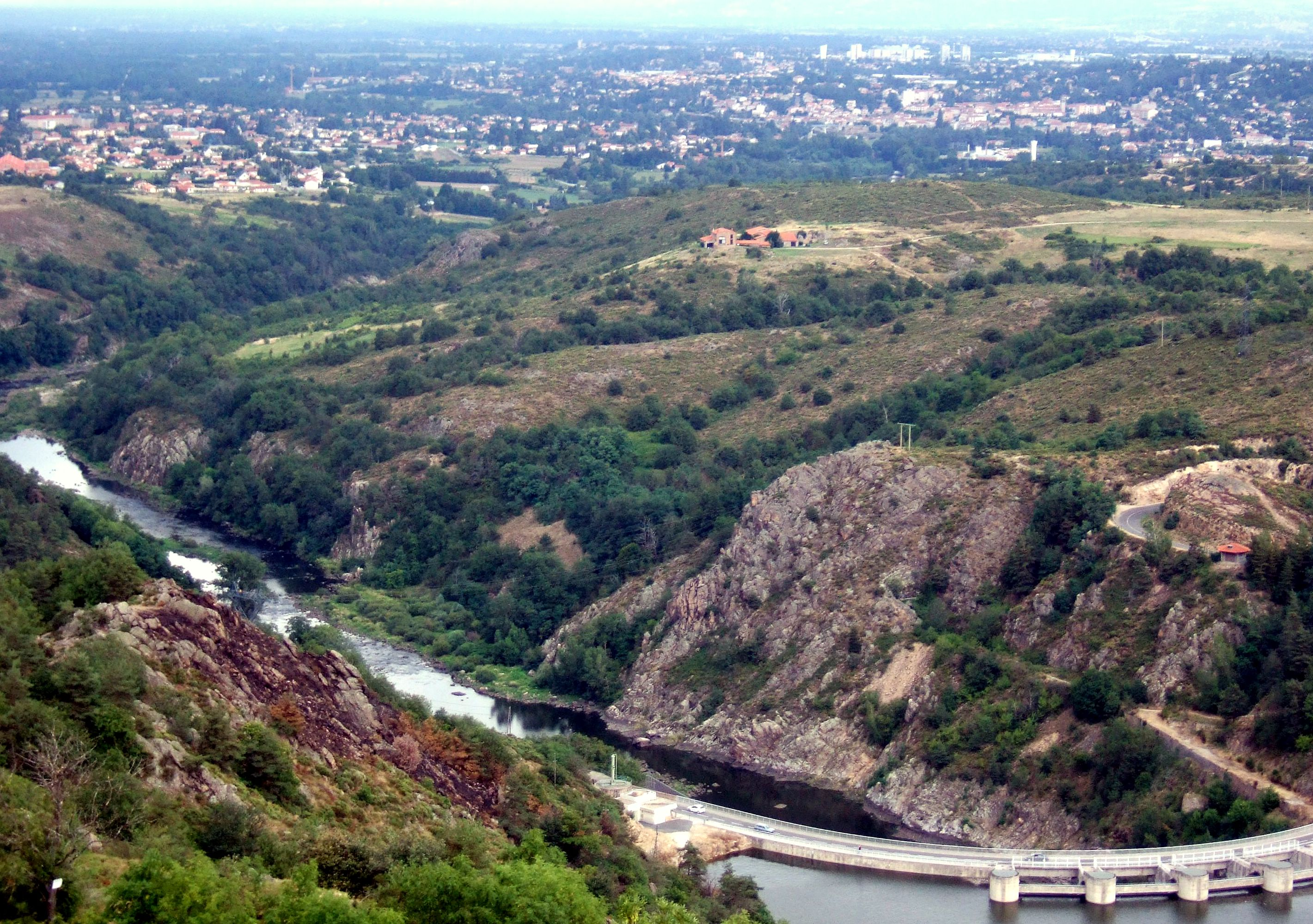
Barrage de Grangent vu depuis le château d'Essalois.

Deux châteaux se situent dans ses environs, tous deux proches du barrage : le château de Grangent se trouve sur une île du lac, et le château d'Essalois surplombe le lac depuis une colline.
La rive droite du lac est protégée par la réserve naturelle régionale des gorges de la Loire,.